# Wielka Brytania na Letnich Igrzyskach Olimpijskich 1920
Wielką Brytanię na Letnich Igrzyskach Olimpijskich w roku 1920 w Antwerpii reprezentowało 235 sportowców (219 mężczyzn i 16 kobiet) startujących w 21 dyscyplinach. Był to szósty start reprezentacji Wielkiej Brytanii na letnich igrzyskach olimpijskich.

## Zdobyte medale
| Medal  | Zawodnik | Dyscyplina           | Konkurencja                                 | Rezultat                                                                                 |
| ------ | --- | -------------------- | ------------------------------------------- | ---------------------------------------------------------------------------------------- |
| Złoto  | Harry Mallin | Boks                 | waga średnia (do 72,58 kg)                  | w finle pokonał Kanadyjczyka Georges’a Prud’Homme’a                                      |
| Złoto  | Ronald Rawson | Boks                 | waga ciężka (powyżej 79,38 kg)              | w finale pokonał Duńczyka Sørena Petersena                                               |
| Złoto  | Harry Haslam, John Bennett, Charles Atkin, Harold Cooke, Eric Crockford, Cyril Wilkinson, William Smith, Stanley Shoveller, Reginald Crummack, Arthur Leighton, Sholto Marcon, George McGrath, Jack MacBryan, Harold Cassels, Colin Campbell | Hokej na trawie      | turniej mężczyzn                            |                                                                                          |
| Złoto  | Harry Ryan, Thomas Lance | Kolarstwo            | sprint tandemy                              |                                                                                          |
| Złoto  | Albert Hill | Lekkoatletyka        | bieg na 800 m mężczyzn                      | 1:53,40 min                                                                              |
| Złoto  | Albert Hill | Lekkoatletyka        | bieg na 1500 m mężczyzn                     | 4:01,8 min                                                                               |
| Złoto  | Percy Hodge | Lekkoatletyka        | bieg na 3000 m z przeszkodami mężczyzn      | 10:00,40 min                                                                             |
| Złoto  | Cecil Griffiths, Robert Lindsay, John Ainsworth-Davis, Guy Butler | Lekkoatletyka        | sztafeta 4 × 400 m mężczyzn                 | 3:22,20                                                                                  |
| Złoto  | Charles Smith, Noel Purcell, Chris Jones, Charles Bugbee, Billy Dean, Paul Radmilovic, Bill Peacock | Piłka wodna          | turniej mężczyzn                            | w finale pokonali zespół Belgii 3:2                                                      |
| Złoto  | Tim Melvill, Frederick Barrett, Jack, Lord Wodehouse, Vivian Lockett | Polo                 | turniej mężczyzn                            | w finale pokonali zespół Hiszpanii 13-11                                                 |
| Złoto  | George Canning, Fred Holmes, Frederick Humphreys, Edwin Mills, John Sewell, James Shepherd, Harry Stiff, Ernest Thorne | Przeciąganie liny    | turniej mężczyzn                            |                                                                                          |
| Złoto  | Winifred McNair, Kathleen McKane Godfree | Tenis ziemny         | gra podwójna kobiet                         | w finale pokonały debel Geraldine Beamish – Dorothy Holman 2:0 (8:6, 6:4)                |
| Złoto  | Noel Turnbull, Max Woosnam | Tenis ziemny         | gra podwójna mężczyzn                       | w finale pokonali Japończyków Ichiya Kumagae – Seiichiro Kashio 3:1 (6:2, 5:7, 7:5, 7:5) |
| Złoto  | Cyril Wright, Dorothy Wright, Robert Coleman, William Maddison | Żeglarstwo           | klasa 7 metrowa formuła 1907                | na jachcie Ancora                                                                        |
| Srebro | Alexander Ireland | Boks                 | waga półśrednia (do 66,68 kg)               | w finałowej walce uległ Kanadyjczykowi Bertowi Schneiderowi                              |
| Srebro | Thomas Johnson | Kolarstwo torowe     | sprint mężczyzn                             |                                                                                          |
| Srebro | Albert White, Thomas Johnson, Jock Stewart, Cyril Alden | Kolarstwo torowe     | wyścig na 4000 m na dochodzenie drużynowo   |                                                                                          |
| Srebro | Cyril Alden | Kolarstwo torowe     | wyścig na 50 km                             |                                                                                          |
| Srebro | Guy Butler | Lekkoatletyka        | bieg na 400 m mężczyzn                      | 49, 6 s                                                                                  |
| Srebro | Philip Noel-Baker | lekkoatletyka        | bieg na 1500 m mężczyzn                     | 4:02,3 min                                                                               |
| Srebro | Joe Blewitt, Albert Hill, William Seagrove, James Hatton, Duncan McPhee, Percy Hodge | Lekkoatletyka        | bieg na 3000 m drużynowo                    |                                                                                          |
| Srebro | James Wilson, Anton Hegarty, Alfred Nichols, Christopher Vose, Walter Freeman, Larry Cummins | Lekkoatletyka        | bieg przełajowy drużynowo                   |                                                                                          |
| Srebro | Hilda James, Constance Jeans, Charlotte Radcliffe, Grace McKenzie | Pływanie             | sztafeta 4 × 100 m stylem dowolnym kobiet   | 5:40,80 min                                                                              |
| Srebro | Beatrice Armstrong | Skoki do wody        | wieża kobiet                                | 166,0 pkt                                                                                |
| Srebro | Dorothy Holman | Tenis ziemny         | gra pojedyncza kobiet                       | w finale przegrała z Francuzką Suzanne Lenglen 2:0 (3:6, 0:6)                            |
| Srebro | Geraldine Beamish, Dorothy Holman | Tenis ziemny         | gra podwójna kobiet                         | w finale uległy rodaczkom Winifred McNair – Kathleen McKane Godfree 0:2 (6:8, 4:6)       |
| Srebro | Kathleen McKane, Maxwell Woosnam | Tenis ziemny         | gra mieszana                                | w finale ulegli parze francuskiej Suzanne Lenglen – Max Décugis 0:2 (4:6, 2:6)           |
| Srebro | Jack Beresford | Wioślarstwo          | jedynki mężczyzn                            | 7:36,0 min                                                                               |
| Srebro | Ewart Horsfall, Guy Oliver Nickalls, Richard Lucas, Walter James, John Campbell, Sebastian Earl, Ralph Shove, Sidney Swann, Robin Johnstone                                                                                                  | Wioślarstwo          | ósemka mężczyzn                             | 6:05,80 min                                                                              |
| Brąz   | William Cuthbertson | Boks                 | waga musza (do 50,8 kg)                     |                                                                                          |
| Brąz   | George McKenzie | Boks                 | waga kogucia (do 53,53 kg)                  |                                                                                          |
| Brąz   | Harold Franks | Boks                 | waga półciężka (do 79,38 kg)                |                                                                                          |
| Brąz   | Harry Ryan | Kolarstwo torowe     | sprint mężczyzn                             |                                                                                          |
| Brąz   | Harry Edward | Lekkoatletyka        | bieg na 100 m mężczyzn                      | 10,9 s                                                                                   |
| Brąz   | Harry Edward | Lekkoatletyka        | bieg na 200 m mężczyzn                      | 22,1 s                                                                                   |
| Brąz   | James Wilson | Lekkoatletyka        | bieg na 10 000 m mężczyzn                   | 31:50,80 min                                                                             |
| Brąz   | Charles Gunn | Lekkoatletyka        | chód na 10 km mężczyzn                      | 49:43 min                                                                                |
| Brąz   | Phyllis Johnson, Basil Williams | Łyżwiarstwo figurowe | pary                                        | 25 pkt                                                                                   |
| Brąz   | Leslie Savage, Percy Peter, Henry Taylor, Harold Annison | Pływanie             | sztafeta 4 × 200 m stylem dowolnym mężczyzn | 10:37,20 min                                                                             |
| Brąz   | Kathleen McKane Godfree | Tenis ziemny         | gra pojedyncza kobiet                       | w meczu o brązowy medal pokonała Szwedkę Sigrid Fick 2:0 (6:2, 6:0)                      |
| Brąz   | Bernard Bernard | Zapasy               | styl wolny waga do 60 kg                    |                                                                                          |
| Brąz   | Herbert Wright | Zapasy               | styl wolny waga do 67,5 kg                  |                                                                                          |

## Skład kadry

### Boks
Mężczyźni
- William Cuthbertson waga musza do 50,8 kg – 3. miejsce,
- Frederic Virtue waga musza do 50,8 kg – 9. miejsce,
- George McKenzie waga kogucia do 53,5 kg – 3. miejsce,
- Dan Bowling waga kogucia do 53,5 kg – 9. miejsce,
- James Cater waga piórkowa do 57,1 kg – 5. miejsce,
- Fred Adams waga piórkowa do 57,1 kg – 9. miejsce,
- Fred Grace waga lekka do 61,23 kg – 5. miejsce,
- James Gilmour waga lekka do 61,23 kg – 9. miejsce,
- Alexander Ireland waga półśrednia do 66,78 kg – 2. miejsce,
- Frederick Whitbread waga półśrednia do 66,78 kg – 9. miejsce,
- Harry Mallin waga średnia do 72,57 kg – 1. miejsce,
- Edward White waga średnia do 72,57 kg – 9. miejsce,
- Harold Franks waga półciężka do 79,38 kg – 3. miejsce,
- Hugh Brown waga półciężka do 79,38 kg – 4. miejsce,
- Ronald Rawson waga ciężka powyżej 79,38 kg – 1. miejsce,
- Frank Dove waga ciężka powyżej 79,38 kg – 5. miejsce,

### Gimnastyka
Mężczyźni
- Sidney Andrew, Albert Betts, A.E. Cocksedge, J. Cotterell, William Cowhig, Sidney Cross, Horace Dawswell, J.E. Dingley, Sidney Domville, H.W. Doncaster, Reginald Edgecombe, W. Edwards, Henry Finchett, Bernard Franklin, J. Harris, Samuel Hodgetts, Stanley Leigh, G. Masters, Ronald McLean, O. Morris, E.P. Ness, A.E. Page, A. O. Pinner, E. Pugh, H.W. Taylor, J.A. Walker, Ralph Yandell – wielobój drużynowo – 5. miejsce,

### Hokej na trawie
Mężczyźni
- Harry Haslam, John Bennett, Charles Atkin, Harold Cooke, Eric Crockford, Cyril Wilkinson, William Smith, Stanley Shoveller, Reginald Crummack, Arthur Leighton, Sholto Marcon, George McGrath, Jack MacBryan, Harold Cassels, Colin Campbell – 1. miejsce,

### Kolarstwo
Mężczyźni
- Harry Genders – kolarstwo szosowe wyścig ze startu wspólnego – 9. miejsce,
- Leon Meredith – kolarstwo szosowe wyścig ze startu wspólnego – 18. miejsce,
- Dave Marsh – kolarstwo szosowe wyścig ze startu wspólnego – 26. miejsce,
- Edward Newell – kolarstwo szosowe wyścig ze startu wspólnego – nie ukończył wyścigu,
- Harry Genders, Leon Meredith, Dave Marsh, Edward Newell – kolarstwo szosowe – wyścig drużynowy na czas – nie sklasyfikowani[13]
- Thomas Johnson

kolarstwo torowe – sprint – 2. miejsce,
kolarstwo torowe – wyścig na 50 km – nie ukończył wyścigu,
- Harry Ryan – kolarstwo torowe – sprint – 3. miejsce,
- Albert White – kolarstwo torowe – sprint – odpadł w półfinale,
- Thomas Lance – kolarstwo torowe – sprint – odpadł w repesażach,
- Harry Ryan, Thomas Lance – kolarstwo torowe – tandemy sprint – 1. miejsce,
- Jock Stewart, Cyril Alden – kolarstwo torowe – tandemy sprint – 4. miejsce,
- William Ormston, Henry Lee – kolarstwo torowe – tandemy sprint – odpadli w eliminacjach,
- Albert White, Thomas Johnson, Jock Stewart, Cyril Alden – kolarstwo torowe – wyścig na 4000 m na dochodzenie drużynowo – 2. miejsce,
- Cyril Alden – kolarstwo torowe – wyścig na 50 km,
- Jock Stewart – kolarstwo torowe – wyścig na 50 km – 8. miejsce,
- Thomas Harvey – kolarstwo torowe – wyścig na 50 km – 8. miejsce,

### Lekkoatletyka
Mężczyźni
- Harry Edward

bieg na 100 m – 3. miejsce,
bieg na 200 m – 3. miejsce,
- William Hill

bieg na 100 m – odpadł w półfinale,
bieg na 200 m – odpadł w ćwierćfinale,
- Victor d’Arcy

bieg na 100 m – odpadł w ćwierćfinale,
bieg na 200 m – odpadł w eliminacjach,
- Harold Abrahams

bieg na 100 m – odpadł w ćwierćfinale,
bieg na 200 m – odpadł w ćwierćfinale,
skok w dal – 20. miejsce,
- Guy Butler – bieg na 400 m – 2. miejsce,
- John Ainsworth-Davis – bieg na 400 m – 5. miejsce,
- Robert Lindsay – bieg na 400 m – odpadł w ćwierćfinale,
- Hedges Worthington-Eyre – bieg na 400 m – odpadł w ćwierćfinale,
- Albert Hill

bieg na 800 m – 1. miejsce,
bieg na 1500 m – 1. miejsce,
- Edgar Mountain – bieg na 800 m – 4. miejsce,
- Philip Noel-Baker

bieg na 800 m – odpadł w eliminacjach,
bieg na 1500 m – 2. miejsce,
- Duncan McPhee – bieg na 1500 m – nie ukończył biegu finałowego,
- Joe Blewitt – bieg na 5000 m – 5. miejsce,
- William Seagrove – bieg na 5000 m – 6. miejsce,
- Alfred Nichols

bieg na 5000 m – 8. miejsce,
bieg przełajowy indywidualnie – 12. miejsce,
- Herbert Irwin – bieg na 5000 m – 12. miejsce,
- James Wilson

bieg na 10 000 m – 3. miejsce,
bieg przełajowy indywidualnie – 4. miejsce,
- James Hatton – bieg na 10 000 m – 5. miejsce,
- Charles Clibbon – bieg na 10 000 m – nie ukończył biegu finałowego,
- Albert Mills – maraton – 14. miejsce,
- George Piper – maraton – 29. miejsce,
- Leslie Housden – maraton – 31. miejsce,
- Eric Robertson – maraton – 35. miejsce,
- George Gray

bieg na 110 m przez płotki – odpadł w półfinale,
bieg na 400 m przez płotki – odpadł w eliminacjach,
- William Hunter

bieg na 110 m przez płotki – odpadł w półfinale,
skok wzwyż – nie sklasyfikowany – nie zaliczył żadnej wysokości,
skok w dal – 13. miejsce,
- Eric Dunbar – bieg na 110 m przez płotki – odpadł w eliminacjach,
- Edward Wheller – bieg na 400 m przez płotki – odpadł w półfinale,
- Percy Hodge – bieg na 3000 m z przeszkodami – 1. miejsce,
- William Hill, Harold Abrahams, Denis Black, Victor d’Arcy – sztafeta 4 × 100 m – 4. miejsce,
- Cecil Griffiths, Robert Lindsay, John Ainsworth-Davis, Guy Butler – sztafeta 4 × 400 m – 1. miejsce,
- Joe Blewitt, Albert Hill, William Seagrove, James Hatton, Duncan McPhee, Percy Hodge – bieg na 3000 m drużynowo – 2. miejsce
- Charles Dowson

chód na 3000 m – 6. miejsce,
chód na 10 km – nie ukończył konkurencji,
- William Hehir

chód na 3000 m – 7. miejsce,
chód na 10 km – 5. miejsce,
- Charles Gunn

chód na 3000 m – 10. miejsce,
chód na 10 km – 3. miejsce,
- Anton Hegarty – bieg przełajowy indywidualnie – 5. miejsce,
- Christopher Vose – bieg przełajowy indywidualnie – 19. miejsce,
- Walter Freeman – bieg przełajowy indywidualnie – 22. miejsce,
- Larry Cummins – bieg przełajowy indywidualnie – 26. miejsce,
- James Wilson, Anton Hegarty, Alfred Nichols, Christopher Vose, Walter Freeman, Larry Cummins – bieg przełajowy drużynowo – 2. miejsce,
- Howard Baker

skok wzwyż – 6. miejsce,
trójskok – 8. miejsce,
- Timothy Carroll – skok wzwyż – 9. miejsce,
- Eric Dunbar – skok wzwyż – nie sklasyfikowany – nie zaliczył żadnej wysokości,
- Charles Lively

skok w dal – 22. miejsce,
trójskok – 14. miejsce,
- Tom Nicolson – rzut młotem – 6. miejsce,

### Łyżwiarstwo figurowe
- Phyllis Johnson – solistki – 4. miejsce,
- Basil Williams – soliści – 7. miejsce,
- MacDonald Beaumont – soliści – 9. miejsce,
- Phyllis Johnson, Basil Williams – pary – 3. miejsce
- Ethel Muckelt, Sydney Wallwork – pary – 5. miejsce,
- MacDonald Beaumont, Madeleine Beaumont – pary – 8. miejsce,

### Pięciobój nowoczesny
Mężczyźni
- Edward Clarke – indywidualnie – 11. miejsce,
- Hugh Boustead – indywidualnie – 14. miejsce,
- Thomas Wand-Tetley – indywidualnie – 17. miejsce,
- Edward Gedge – indywidualnie – 21. miejsce,

### Piłka nożna
Mężczyźni
- James Mitchell, Arthur Knight, Kenneth Hunt, George Atkinson, Charles Harbridge, Frederick Nicholas, Herbert Prince, Richard Sloley, Kenneth Hegan, John Payne, Maurice Bunyan – 8. miejsce,

### Piłka wodna
Mężczyźni
- Charles Smith, Noel Purcell, Chris Jones, Charles Bugbee, Billy Dean, Paul Radmilovic, William Peacock – 1. miejsce,

### Pływanie
Kobiety
- Constance Jeans

100 m stylem dowolnym – 4. miejsce,
300 m stylem dowolnym – 4. miejsce,
- Grace McKenzie

100 m stylem dowolnym – odpadła w półfinale,
300 m stylem dowolnym – odpadła w półfinale,
- Lillian Birkenhead

100 m stylem dowolnym – odpadła w półfinale,
- Charlotte Radcliffe

100 m stylem dowolnym – odpadła w półfinale,
- Hilda James

300 m stylem dowolnym – odpadła w półfinale,
- Florence Sancroft

300 m stylem dowolnym – odpadła w półfinale,
- Hilda James, Constance Jeans, Charlotte Radcliffe, Grace McKenzie – sztafeta 4 × 100 m stylem dowolnym – 2. miejsce,

Mężczyźni
- John Dickin – 100 m stylem dowolnym – odpadł w eliminacjach,
- Harold Annison

100 m stylem dowolnym – odpadł w eliminacjach,
400 m stylem dowolnym – odpadł w półfinale,
1500 m stylem dowolnym – odpadł w półfinale,
- Albert Dickin – 100 m stylem dowolnym – odpadł w eliminacjach,
- Leslie Savage – 100 m stylem dowolnym – odpadł w eliminacjach,
- Henry Taylor

400 m stylem dowolnym – odpadł w półfinale,
1500 m stylem dowolnym – odpadł w eliminacjach,
- John Hatfield

400 m stylem dowolnym – odpadł w eliminacjach,
1500 m stylem dowonym – odpadł w eliminacjach,
- Percy Peter

400 m stylem dowolnym – odpadł w eliminacjach,
1500 m stylem dowolnym – odpadł w eliminacjach,
- Leslie Savage, Percy Peter, Henry Taylor, Harold Annison – sztafeta 4 × 200 m stylem dowolnym – 3. miejsce,
- George Webster–100 m stylem grzbietowym – odpadł w półfinale,
- George Robertson

100 m stylem grzbietowym – odpadł w półfinale,
200 m stylem klasycznym – odpadł w eliminacjach,
400 m stylem klasycznym – odpadł w eliminacjach,
- William Stoney–200 m stylem klasycznym – odpadł w eliminacjach,
- Rex Lassam

200 m stylem klasycznym – odpadł w eliminacjach,
400 m stylem klasycznym – odpadł w eliminacjach
- Ernest Parker – 200 m stylem klasycznym – odpadł w eliminacjach,

### Podnoszenie ciężarów
Mężczyźni
- John Paine – waga do 60 kg – 11. miejsce,
- Percival Mills – waga do 67,5 kg – 11. miejsce,

### Polo
Mężczyźni
- Tim Melvill, Frederick Barrett, Jack, Lord Wodehouse, Vivian Lockett – 1. miejsce,

### Przeciąganie liny
Mężczyźni
- George Canning, Fred Holmes, Frederick Humphreys, Edwin Mills, John Sewell, James Shepherd, Harry Stiff, Ernest Thorne – 1. miejsce,

### Skoki do wody
Kobiety
- Beatrice Armstrong – wieża – 2. miejsce,
- Isabelle White – wieża – 4. miejsce,

Mężczyźni
- Ernest Walmsley – trampolina – odpadł w eliminacjach,
- Harold Clarke – wieża – 9. miejsce,
- Albert Dickin – wieża – odpadł w eliminacjach,

### Strzelectwo
Mężczyźni
- George Whitaker – trap indywidualnie – 12. miejsce,
- Enoch Jenkins – trap indywidualnie – niesklasyfikowany
- Harry Humby, William Grosvenor, Walter Ellicott, George Whitaker, Ernest Pocock, Charles Palmer – trap drużynowo – 4. miejsce,

### Szermierka
Mężczyźni
- Thomas Wand-Tetley – floret indywidualnie – odpadł w eliminacjach,
- Edgar Seligman – floret indywidualnie – odpadł w eliminacjach,
- Roland Willoughby – floret indywidualnie – odpadł w eliminacjach,
- Philip Doyne – floret indywidualnie – odpadł w eliminacjach,
- Cecil Kershaw – floret indywidualnie – odpadł w eliminacjach,
- Harry Evan James – floret indywidualnie – odpadł w eliminacjach,
- Robert Montgomerie – floret indywidualnie – odpadł w eliminacjach,
- Edgar Seligman, Roland Willoughby, Philip Doyne, Robert Montgomerie, Harry Evan James, Cecil Kershaw – floret drużynowo – 5. miejsce,
- Roland Willoughby – szpada indywidualnie – odpadł w ćwierćfinale,
- Robin Dalglish – szpada indywidualnie – odpadł w ćwierćfinale,
- John Blake – szpada indywidualnie – odpadł w eliminacjach,
- Martin Holt – szpada indywidualnie – odpadł w eliminacjach,
- Ronald Campbell – szpada indywidualnie – odpadł w eliminacjach,
- Robert Montgomerie – szpada indywidualnie – odpadł w eliminacjach,
- George Burt – szpada indywidualnie – odpadł w eliminacjach,
- Charles Notley – szpada indywidualnie – odpadł w eliminacjach,
- John Blake, George Burt, Martin Holt, Robert Montgomerie, Charles Notley, Edgar Seligman – szpada drużynowo – 7. miejsce,
- Robin Dalglish – szabla indywidualnie – 8. miejsce,
- Cecil Kershaw – szabla indywidualnie – odpadł w półfinale,
- Herbert Huntingdon – szabla indywidualnie – odpadł w półfinale,
- Ronald Campbell – szabla indywidualnie – odpadł w eliminacjach,
- Edward Startin – szabla indywidualnie – odpadł w eliminacjach,
- Alfred Ridley-Martin – szabla indywidualnie – odpadł w eliminacjach,
- Alfred Ridley-Martin, William Marsh, William Hammond, Cecil Kershaw, Ronald Campbell, Robin Dalglish, Herbert Huntingdon – szabla drużynowo – 7. miejsce,

### Tenis ziemny
Kobiety
- Dorothy Holman – gra pojedyncza – 2. miejsce,
- Kathleen McKane Godfree – gra pojedyncza – 3. miejsce,
- Winifred McNair – gra pojedyncza – 9. miejsce,
- Geraldine Beamish – gra pojedyncza – 9. miejsce,
- Winifred McNair, Kathleen McKane – gra podwójna – 1. miejsce,
- Geraldine Beamish, Dorothy Holman – gra podwójna – 2. miejsce,

Mężczyźni
- Noel Turnbull – gra pojedyncza – 4. miejsce,
- Gordon Lowe – gra pojedyncza – 5. miejsce,
- Alfred Beamish – gra pojedyncza – 9. miejsce,
- Max Woosnam – gra pojedyncza – 17. miejsce,
- Noel Turnbull, Max Woosnam – gra podwójna – 1. miejsce,
- Alfred Beamish, Gordon Lowe – gra podwójna – 17. miejsce,

Miksty
- Kathleen McKane, Max Woosnam – 2. miejsce,
- Geraldine Beamish, Alfred Beamish – 8. miejsce,
- Winifred McNair, Noel Turnbull – 14. miejsce,
- Dorothy Holman, Gordon Lowe – 14. miejsce,

### Wioślarstwo
Mężczyźni
- Jack Beresford – jedynki – 2. miejsce,
- Ewart Horsfall, Guy Oliver Nickalls, Richard Lucas, Walter James, John Campbell, Sebastian Earl, Ralph Shove, Sidney Swann, Robin Johnstone – ósemka – 2. miejsce,

### Zapasy
- Bernard Bernard – styl wolny waga do 60 kg – 3. miejsce,
- Henry Inman – styl wolny waga do 60 kg – 5. miejsce,
- Herbert Wright – styl wolny waga do 67,5 kg – 3. miejsce,
- George MacKenzie – styl wolny waga do 67,5 kg – 5. miejsce,
- Edgar Bacon – styl wolny waga do 75 kg – 9. miejsce,
- Stanley Bacon – styl wolny waga do 75 kg – 9. miejsce,
- Walter Wilson – styl wolny waga do 82,5 kg – 5. miejsce,
- Noel Rhys – styl wolny waga do 82,5 kg – 9. miejsce,
- William Mason – styl wolny waga powyżej 82,5 kg – 5. miejsce,
- Archie MacDonald – styl wolny waga powyżej 82,5 kg – 5. miejsce,

### Żeglarstwo
- Francis Richards, Thomas Hedberg – jachty 18 stopowe – nie ukończyli konkurencji,
- Cyril Wright, Dorothy Wright, Robert Coleman, William Maddison – klasa 7 metrowa formuła 1907 – 1. miejsce,